# Quim Vila
Quim Vila (Moià, 11 de maig de 1968) és un músic català.

## Discografia
- En Roc i el món de la Primavera, Ed Raima 1995 (Libre de contes amb CD)
- En Roc i la nit màgica de Sant Joan, Raima 1997 (Libre de contes amb CD)
- Verbaquim700, Picap, 2003
- Fent amics,[1] NatTeam, 2005
- Moltes gràcies,[2] Salseta Discos, 2011
- Nadales amb ritme,[2] Salseta Discos, 2011
- Cançons d'intents d'un país 1,[2] Salseta Discos, 2012

## Premis
- Premi Sona9 2003 en la categoria de Cançó d'Autor
- Premis Enderrock 2004 al millor videoclip musical per 'No ho puc sofrir' i al millor artista de la categoria cançó d'autor[3]